# 로랑 조바니넬리
알젤 로랑 조바니넬리(Angel Laurent Giovaninelli, 1937년 9월 15일~1903년 9월 3일)는 1837년 코르시카에서 가스텔로-디-로스티노에서 태어나서 1903년 8월 28일 프레누아에서 세상을 떠난 프랑스군의 장군이다.

## 생애
1837년 9월 15일, 코르시카에 있는 까스텔로-디-로스티노에서 태어났다. 1855년, 생시르 사관학교에 입학하였고(세바스토폴에 의해 승격됨) 보병으로 그의 모든 경력을 마쳤다. 20세 때 해군 소위로 임관해서, 알제리에서 근무했으며, 대위 계급까지 외인부대에서 이탈리아와 멕시코에서 싸웠다. 1870년 원정 때 대대장으로 진급하여 2대대 보병과 19대대를 지휘하였다. 1870년 11월 27일, 아미앵 전투에서 부상을 당했으며, 1871년 파리 코뮌에 대항하여 베르사유 군대에서 복무한다. 1880년 8월 22일 대령으로 진급하여, 그는 스당의 128 보병 연대를 지휘했다.
1884년, 그는 3개 보병 대대로 구성된 통킹 행군 연대 지휘관으로 임명되었다. 청불 전쟁 동안에, 그는 통킹의 고위직에 올랐고, 1885년 2월에 현재의 베트남 북부의 도시 랑선을 정복했던 프랑스 두 여단의 일부였다. 제1여단은 조반니넬리(1885년 3월 4일에 여단으로 승격)와 루이 브리에르 드 리즐 장군이 이끌었으며, 포위된 뚜옌꽝을 지원하기 위해 랑선을 떠났다. 그 후 그의 부대의 대부분은 3월 30일 조바니넬리 장군에게 배치되어 다른 여단을 집결시켰는데, 이 여단은 경쟁이 심한 랑선 퇴역군을 운영해 왔다. 그리고 평화 조약 체결 때까지 상황을 안정시킨다.
리옹 지리학회의 창립 멤버인 조반니넬리는 1890년 7월 12일 사단장으로 격상되었다. 13대 보병사단과 그 후 3군단을 연속해서 지휘한 후, 1894년 보병위원회 위원장으로 임명되어 최고전쟁위원회(Superior Council)의 자리에 앉게 되었다.
그는 1896년 루앙에서 열린 전국, 식민지 전시회의 출범식에 참석했다. 그는 1899년에 레종도뇌르 훈장 그랑 크루아(Grand Cross)를 받았다.
1903년 9월 3일, 65세의 일기로 스당 근처에 있는 프레누와에 있는 그의 저택에서 죽었다.